# AlUla Tour
El AlUla Tour (anteriormente: Saudi Tour) es una carrera ciclista por etapas que se disputa en Arabia Saudita. La prueba está organizada ASO desde el año 2020.
La primera edición se disputó en 1999, celebrándose también en 2001 y 2002 hasta que se canceló. Desde que se reactivara en 2020, la carrera forma parte del UCI Asia Tour dentro de la categoría 2.1.

## Palmarés

### Tour de Arabia Saudita
| Año  | Ganador           | Segundo              | Tercero          |
| ---- | ----------------- | -------------------- | ---------------- |
| 1999 | Amr Elnady        | Yuriy Plyukhin       | Ondrej Slobodník |
| 2001 | Ghader Mizbani    | Mohamed Abdel Fattah | Hossein Askari   |
| 2002 | Ghader Mizbani    | Serguéi Lavrenenko   | Sergei Tretjakow |
| 2013 | Murad Tarik Obaid | Ali Abadi            | Ayman Al Habtra  |

### AlUla Tour
| Año        | Ganador         | Segundo               | Tercero           |           |
| ---------- | --------------- | --------------------- | ----------------- | --------- |
| Saudi Tour |                 |                       |                   |           |
| 2020       | Phil Bauhaus    | Nacer Bouhanni        | Rui Alberto Costa |           |
| 2021       | cancelada       | cancelada             | cancelada         | cancelada |
| 2022       | Maxim Van Gils  | Santiago Buitrago     | Rui Alberto Costa |           |
| 2023       | Ruben Guerreiro | Davide Formolo        | Santiago Buitrago |           |
| AlUla Tour |                 |                       |                   |           |
| 2024       | Simon Yates     | William Junior Lecerf | Finn Fisher-Black |           |
| 2025       | Thomas Pidcock  | Fredrik Dversnes      | Johannes Kulset   |           |

## Palmarés por países
| País        | Victorias |
| ----------- | --------- |
| Irán        | 2         |
| Reino Unido | 2         |
| Egipto      | 1         |
| Alemania    | 1         |
| Bélgica     | 1         |
| Portugal    | 1         |